# Wiefels
Wiefels is een dorp in de gemeente Wangerland in de Duitse deelstaat Nedersaksen. Het maakt deel uit van Landkreis Friesland.
Wiefels ligt in het uiterste zuidwesten van de gemeente. Het ligt slechts 3 km ten noordwesten van het naburige stadje Jever, aan een weg die die stad met Tettens verbindt.
De dorpskerk dateert oorspronkelijk uit de dertiende eeuw. In 1450 werd de toen vrijwel volledig vervallen kerk opnieuw opgebouwd. Het onderste deel is gebouwd met veldkeien, daarboven baksteen. De kerk heeft een losstaande klokkentoren.
Het rond 1500 gebouwde, kasteelachtige landhuis (steenhuis) Gut Groß-Scheep ligt ongeveer een kilometer ten westen van het dorp. Het als waardevol cultuurmonument geldende landgoed is in 1983 gekocht door een welgestelde particulier, die het zorgvuldig heeft laten restaureren en laten voorzien van een fraaie tuin. Het landgoed is een privé-woning en niet voor publiek geopend.